# Liste der Bildstöcke in Neudenau
Die Bildstöcke in Neudenau im Landkreis Heilbronn im nördlichen Baden-Württemberg stammen aus dem 16. bis 19. Jahrhundert und befinden sich im und um den Ort. Mehrere der Bildstöcke wurden 1883 durch den Neudenauer Bildhauer Debolt überarbeitet.

## Bildstöcke
| Standort                                       | Datierung                | Höhe            | Beschreibung | Bild |
| ---------------------------------------------- | ------------------------ | --------------- | --- | ---- |
| Gewann Obere Au (Gartenstraße 14)              | undatiert, Ende 16. Jhd. | 1,45 m          | Verwittertes Flachrelief einer Kreuzigungsgruppe auf viereckigem Steinpfosten mit gebrochenen Kanten. Ohne Schriftzeichen. |      |
| Gewann Ziegelhaus (Bergstraße)                 | 1631                     | 2,45 m          | Flachrelief einer Kreuzigungsgruppe in gotisch anmutendem Schild auf sich nach oben verjüngendem Schaft, der in einen flachen breiten Steinsockel eingelassen ist. Inschrift am Schildrand: DURCH DEIN HEILIGES CREUTZ ERBARM DICH VNSER O HERR 1631 LUDWIG H[...].                                                                         |      |
| Nördlicher Ortsausgang (zum Judenfriedhof)     | 1670                     | 2,60 m          | Viereckiger Steinpfosten mit gebrochenen Kanten und auskragendem Bildhäuschen, darin ehemals farbig gefasste Kreuzigungsgruppe als Flachrelief. Stifterinitialen: T M. |      |
| Im Ortsbereich am Fahrweg (gegenüber Apotheke) | 1697                     | 2,80 m          | Tiefe Bildnische mit gotischem Eselsrücken bekrönt von barockem Kreuz, gehalten von einem rechteckigen Pfosten auf hochgezogenem Sockel. In der Bildnische befand sich ursprünglich eine steinerne Pieta, die im Museum aufbewahrt wird und durch eine Madonna mit Kind in Ton ersetzt wurde. Sockelinschrift: HANS RAHM UND MAX OCHS 1697. |      |
| Straße nach Waldmühlbach                       | 1710                     | 2,80 m          | Barockes Bildschild mit Flachrelief-Kreuzigungsgruppe auf bauchiger Rundsäule mit einfachem Kapitell. Initialen im Bildschild: I. V. W. 1710, vermutlicher Stifter: Johann Valentin Welk. |      |
| Gewann Unteres Büchel (beim Hohen Baum)        | 1740                     | 2,25 m          | Viereckiger, sich nach oben verjüngender Schaft, datiert 1740, mit neugotischem Aufsatz (Hochrelief mit Kreuzigungsgruppe) des Neudenauer Bildhauers Debolt von 1883. |      |
| An der Bachsteige                              | 1760                     | 2,30 m          | Schlanker Schaft mit hochgezogenem Sockel, darauf dachförmig abgeschrägtes Bildhäuschen mit tiefer Nische, darin eine hölzerne Pieta. Sockel mit Initialen 1760 R. P. Am Schaft ist ein jüngeres Blechschild mit einem schwülstigen Gebetstext befestigt.                                                                                   |      |
| An der Holzsteige (Bergstraße, Spielplatz)     | 1764                     | 2,95 m          | Schlanker viereckiger Schaft mit hohem und breitem Sockel, darauf barockes Bildhäuschen mit tiefer Nische, darin hinter einem eisernen Gitter eine tönerne Pietà. Sockel mit Inschrift ZU EHREN GOT VND SEINEN HEILIGEN HAT FRANTZ HARTMAN VUND SEINE HAVSFRAV ANA MARIA DISEN BILTSTOT AVFRIGTEN LASE 1754 in Oval.                        |      |
| Im Ortsbereich an der Lindenstaffel            | 1791                     | 2,40 m          | Rundbauchiger Schaft auf hohem und breitem Sockel mit Inschrift DIESER BILTSTOCK IST AUFGERICHT WORDEN VON GEMEINE GUTDER 1791. EBK in spätbarockem Blattkranz. Ursprüngliche Bildtafel fehlt und wurde durch eine Kreuzigungsgruppe des Neudenauer Bildhauers Debolt von 1883 ersetzt.                                                     |      |
| Bei der Gangolfskapelle                        | 1794                     | 2,80 m          | Barocker bauchiger Sockel mit Inschrift IOHAN GEORIG NENINGER GUTDER 1794. AB., darauf ein sich nach oben verjüngender und mit Kapitell abschließender Schaft. Barocke Bildtafel ohne Relief, die schon verschiedentlich bemalt war. |      |
| Kirchenstaffel in der Vorstadt                 | undatiert                | 2,70 m          | Rechteckiger Schaft auf niedrigem Sockel, darauf barockes Bildhäuschen mit tiefer Nische, bekrönt von sehr großem Steinkreuz mit der Inschrift GELOBT SEI JESUS CHRISTUS, renoviert 1901. |      |
| Am Weg zur Gangolfskapelle                     | 1840                     | 0,60 m (Sockel) | Breiter Sockel mit Inschrift: Zu Ehren der Mutter Gotes hat diese Bildnis erichten lassen die Ehrsam Franziska Ochs von Neudenau 1840. Ursprünglicher Aufbau fehlt, 1883 ersetzt durch Achtecksäule und Marienstatue des Neudenauer Bildhauers Debolt.                                                                                      |      |